# Alžběta Falcká

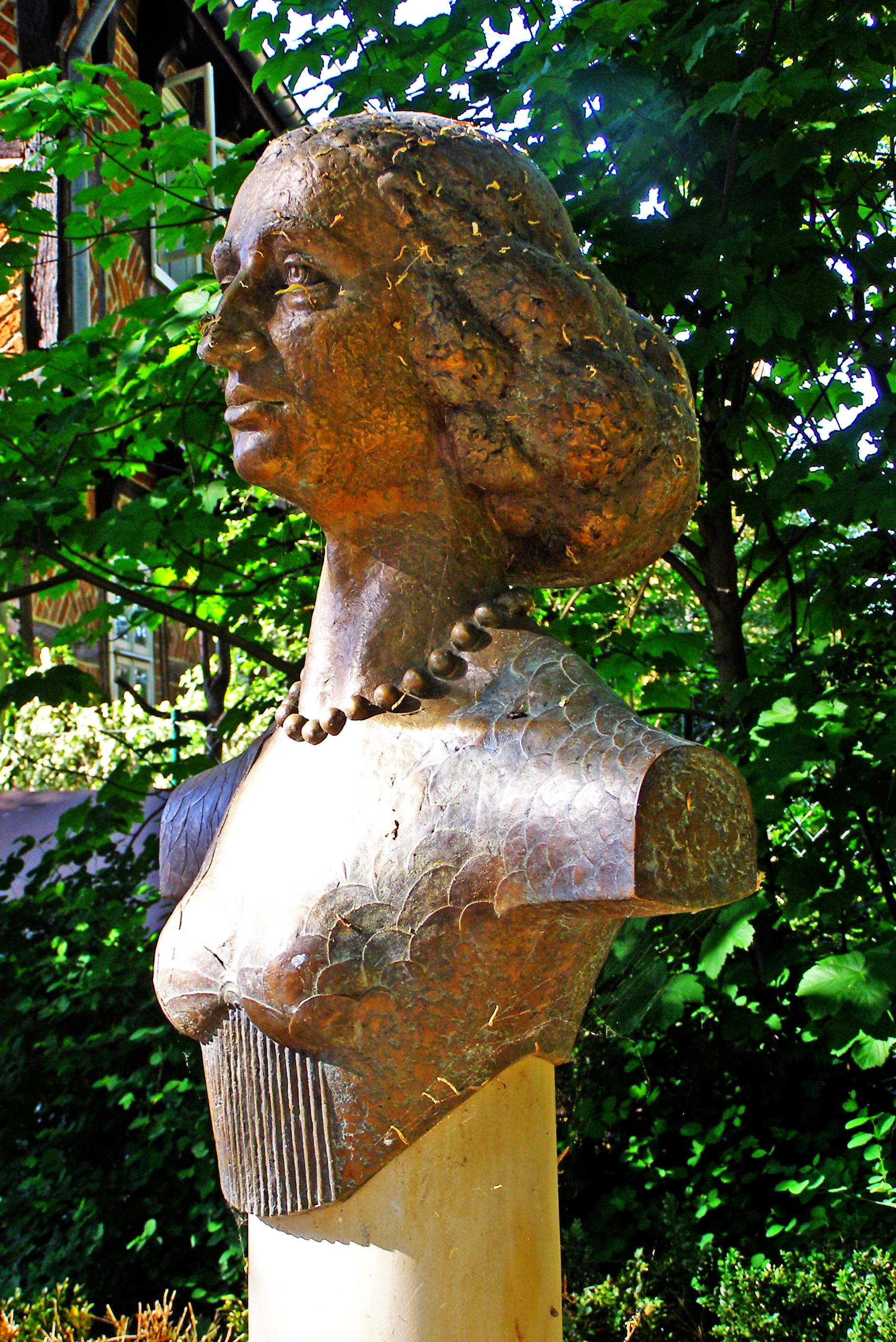
Busta Alžběty Falcké v Herfordu

Alžběta Falcká (také Alžběta Česká, Alžběta z Herfordu; 26. prosince 1618, Heidelberg – 8. února 1680, Herford) byla rodem falcká princezna a později abatyše z Herfordu.

## Biografie

### Původ, mládí
Alžběta se narodila jako nejstarší dcera/třetí dítě „zimního krále“ Fridricha Falckého (1596–1632) a jeho manželky, anglické princezny Alžběty Stuartovny (1596–1662). Jejími prarodiči byli z otcovy strany falcký kurfiřt Fridrich IV. a jeho manželka Luisa Juliana Oranžská, z matčiny pak anglický král Jakub I. Stuart a Anna Dánská.
Alžbětina výchova byla v rukou její babičky, kurfiřtky Luisy Juliany Oranžské a později, od roku 1627 její matky Alžběty Stuartovny. Kolem devátého roku věku byla se svými sourozenci poslána do Leidenu, kde studovala jazyky a starou i moderní literaturu; vynikala v nich natolik, že získala přízvisko "Řekyně". Obzvláštní zájem projevovala o filosofii a vytvořila si vážné a hluboké životní názory. Po studiích se připojila ke svým rodičům v Haagu, kde byl jejich exilový dvůr.

### Filosofické zájmy
Byla v kontaktu s Annou Marií von Schürmann (holandská vzdělankyně, přezdívaná holandská Minerva či hvězda z Utrechtu) a o něco později s francouzským vědcem a filosofem René Descartesem (s nímž se setkala roku 1643 v Leidenu); byla jejich nejhorlivější žákyní a do konce jejich života s nimi vedla čilou korespondenci o filosofických otázkách. Poslední publikované Descartesovo dílo Les Passions de l'âme (Vášeň duše, 1649), je výsledkem vědeckého a filosofického úsilí systematizovat odpověď na otázky nastíněné Alžbětou, přes interakci res cogitans a res extensa.
Alžběta je známa svou rozšířenou korespondencí s René Descartesem a tyto dopisy opravdu sestávají z jejích existujících filozofických spisů. V této korespondenci Alžběta přitlačuje Descarta k vztahu mezi dvěma opravdu odlišnými substancemi mysli a těla a zejména k možnosti jejich kauzální interakce a povaze jejich spojení. Korespondují také na Descartesovu fyziku, na vášně a na jejich regulaci, na povahu ctnosti a největšího dobra, na povahu lidské svobody - vůle a její slučitelnost s božským příčinným odhodláním a na politickou filozofii. Descartes věnoval Alžbětě své principy filozofie a na její žádost napsal své Vášně duše.
Alžběta byla zapojena do vyjednávání kolem Vestfálské smlouvy a v úsilí obnovit anglickou monarchii po anglické občanské válce. Jako Abatyši z Herfordu (Německo) se jí podařilo přestavět tuto komunitu, postiženou válkou, a také poskytla útočiště marginalizovaným protestantským náboženským sektám, včetně Labadistů a Quakerů.
Po uzavření vestfálského míru, když byl jejímu bratrovi Karlu Ludvíkovi navrácen falcký trůn, se vrátila na svůj rodný dvůr do Heidelbergu. Ten však záhy opustila kvůli manželským problémům svého bratra. Strávila dlouhý čas na dvoře svého bratrance, braniborského kurfiřta Fridricha Viléma a poté v Kasselu u své sestřenice Hedviky Žofie, provdané lankraběnky hesensko-kasselské. Při návštěvě jedné ze svých tet v Krosně se setkala s kalvinistickým teologem Johannesem Cocceiem, s nímž v následujících letech rovněž vedla čilou korespondenci.

### Abatyše
Roku 1661 zvolena koadjutorkou říšského kláštera v Herfordu a roku 1667 jeho abatyší. V této pozici nahradila svou sestřenici Alžbětu Luisu Julianu Falcko-Zweibrückenskou, která devět let předtím klášter opustila a odešla do Francie. Alžběta klášter vedla jako protestantský, na principech pietismu. Protože se mezitím stále více přikláněla k zapálenému mysticismu, přijala k sobě do Herfordu roku 1670 Jeana de Labadie s malou skupinou jeho přívrženců; jejich vztah byl problematický a roku 1672 Labadie klášter opustil, zanechav v něm zarmoucenou princeznu a své přívržence pod její ochranou. Roku 1677 přijala v klášteře kvakery Williama Penna a Roberta Barclayho, kteří na ni hluboce zapůsobili. O rok později 1678 navštívil klášter i Gottfried Leibnitz. Alžbětin mystický excentrismus ovšem vzbudil u luteránského obyvatelstva velké pobouření.

### Neuskutečněný sňatek
Plánován byl její sňatek s polským králem Vladislavem IV. Vasou, který o její ruku žádal opakovaně. Vladislav ovšem zamlčel polskému senátu papežské zamítnutí tohoto sňatku (listopad 1634) a dostal k němu od senátu souhlas (březen 1635). V důsledku toho žádal (červen 1635) - ovšem marně - princezninu konverzi ke katolické víře; Alžběta, konzistentní a pevná ve svých názorech, konverzi i s královou rukou striktně odmítla.
Alžběta zemřela 8. února roku 1680 v klášteře v Herfordu, kde byla i pohřbena.

## Vývod z předků
|                  |                               |  |                                    |                                |  |  |  |  |  |  |  | Fridrich III. Falcký |
|                  |                               |  |                                    |                                |  |  |  |  |  |  |  |                      |
|                  | Ludvík VI. Falcký             |  |                                    |                                |  |  |  |  |  |  |  |                      |
|                  |                               |  |                                    |                                |  |  |  |  |  |  |  |                      |
|                  |                               |  |                                    | Marie Braniborsko-Kulmbašká    |  |  |  |  |  |  |  |                      |
|                  |                               |  |                                    |                                |  |  |  |  |  |  |  |                      |
|                  | Fridrich IV. Falcký           |  |                                    |                                |  |  |  |  |  |  |  |                      |
|                  |                               |  |                                    |                                |  |  |  |  |  |  |  |                      |
|                  |                               |  |                                    | Filip I. Hesenský              |  |  |  |  |  |  |  |                      |
|                  |                               |  |                                    |                                |  |  |  |  |  |  |  |                      |
|                  | Alžběta Hesenská              |  |                                    |                                |  |  |  |  |  |  |  |                      |
|                  |                               |  |                                    |                                |  |  |  |  |  |  |  |                      |
|                  |                               |  |                                    | Kristýna Saská                 |  |  |  |  |  |  |  |                      |
|                  |                               |  |                                    |                                |  |  |  |  |  |  |  |                      |
|                  | Fridrich Falcký               |  |                                    |                                |  |  |  |  |  |  |  |                      |
|                  |                               |  |                                    |                                |  |  |  |  |  |  |  |                      |
|                  |                               |  |                                    | Vilém I. Nasavsko-Dillenburský |  |  |  |  |  |  |  |                      |
|                  |                               |  |                                    |                                |  |  |  |  |  |  |  |                      |
|                  | Vilém I. Oranžský             |  |                                    |                                |  |  |  |  |  |  |  |                      |
|                  |                               |  |                                    |                                |  |  |  |  |  |  |  |                      |
|                  |                               |  |                                    | Juliana ze Stolbergu           |  |  |  |  |  |  |  |                      |
|                  |                               |  |                                    |                                |  |  |  |  |  |  |  |                      |
|                  | Luisa Juliana Oranžská        |  |                                    |                                |  |  |  |  |  |  |  |                      |
|                  |                               |  |                                    |                                |  |  |  |  |  |  |  |                      |
|                  |                               |  |                                    | Ludvík z Montpensier           |  |  |  |  |  |  |  |                      |
|                  |                               |  |                                    |                                |  |  |  |  |  |  |  |                      |
|                  | Šarlota Bourbonská            |  |                                    |                                |  |  |  |  |  |  |  |                      |
|                  |                               |  |                                    |                                |  |  |  |  |  |  |  |                      |
|                  |                               |  |                                    | Jacqueline de Longwy           |  |  |  |  |  |  |  |                      |
|                  |                               |  |                                    |                                |  |  |  |  |  |  |  |                      |
| 'Alžběta Falcká' |                               |  |                                    |                                |  |  |  |  |  |  |  |                      |
|                  |                               |  |                                    |                                |  |  |  |  |  |  |  |                      |
|                  |                               |  | Matyáš Stuart, IV. hrabě z Lennoxu |                                |  |  |  |  |  |  |  |                      |
|                  |                               |  |                                    |                                |  |  |  |  |  |  |  |                      |
|                  | Jindřich Stuart, Lord Darnley |  |                                    |                                |  |  |  |  |  |  |  |                      |
|                  |                               |  |                                    |                                |  |  |  |  |  |  |  |                      |
|                  |                               |  |                                    | Markéta Douglasová             |  |  |  |  |  |  |  |                      |
|                  |                               |  |                                    |                                |  |  |  |  |  |  |  |                      |
|                  | Jakub I. Stuart               |  |                                    |                                |  |  |  |  |  |  |  |                      |
|                  |                               |  |                                    |                                |  |  |  |  |  |  |  |                      |
|                  |                               |  |                                    | Jakub V. Skotský               |  |  |  |  |  |  |  |                      |
|                  |                               |  |                                    |                                |  |  |  |  |  |  |  |                      |
|                  | Marie Stuartovna              |  |                                    |                                |  |  |  |  |  |  |  |                      |
|                  |                               |  |                                    |                                |  |  |  |  |  |  |  |                      |
|                  |                               |  |                                    | Marie de Guise                 |  |  |  |  |  |  |  |                      |
|                  |                               |  |                                    |                                |  |  |  |  |  |  |  |                      |
|                  | Alžběta Stuartovna            |  |                                    |                                |  |  |  |  |  |  |  |                      |
|                  |                               |  |                                    |                                |  |  |  |  |  |  |  |                      |
|                  |                               |  |                                    | Kristián III. Dánský           |  |  |  |  |  |  |  |                      |
|                  |                               |  |                                    |                                |  |  |  |  |  |  |  |                      |
|                  | Frederik II. Dánský           |  |                                    |                                |  |  |  |  |  |  |  |                      |
|                  |                               |  |                                    |                                |  |  |  |  |  |  |  |                      |
|                  |                               |  |                                    | Dorotea Sasko-Lauenburská      |  |  |  |  |  |  |  |                      |
|                  |                               |  |                                    |                                |  |  |  |  |  |  |  |                      |
|                  | Anna Dánská                   |  |                                    |                                |  |  |  |  |  |  |  |                      |
|                  |                               |  |                                    |                                |  |  |  |  |  |  |  |                      |
|                  |                               |  |                                    | Oldřich III. Meklenburský      |  |  |  |  |  |  |  |                      |
|                  |                               |  |                                    |                                |  |  |  |  |  |  |  |                      |
|                  | Žofie Meklenburská            |  |                                    |                                |  |  |  |  |  |  |  |                      |
|                  |                               |  |                                    |                                |  |  |  |  |  |  |  |                      |
|                  |                               |  |                                    | Alžběta Dánská                 |  |  |  |  |  |  |  |                      |
|                  |                               |  |                                    |                                |  |  |  |  |  |  |  |                      |